# Enlil-nadin-shumi
Enlil-nadin-shumi est un roi de Babylone qui a régné en 1224 av. J.-C. Il est monté sur le trône à la suite de la victoire du roi assyrien Tukulti-Ninurta Ier qui a pris Babylone en 1225 et placé Enlil-nadin-shumi comme dirigeant de la Babylonie pour son compte. Ce dernier est apparemment installé à Nippur. Son règne est de courte durée car alors que les Assyriens ont du mal à imposer leur domination sur la Babylonie une armée élamite dirigée par Kidin-Hutran s'empare de la ville de Dêr puis de Nippur, ce qui marque la fin du règne d'Enlil-nadin-shumi.